# Duello infernale
Duello infernale (Stampede) è un film del 1949 diretto da Lesley Selander.
È un western statunitense con Rod Cameron, Gale Storm e Johnny Mack Brown. È basato sul romanzo del 1934 Stampede di Edward Beverly Mann.

## Trama
Una famiglia di pionieri acquista un appezzamento di terreno in Arizona, ma troppo tardi s'accorge che manca l'acqua. C'è un torrente, ma è controllato da una diga costruita dai potenti fratelli McCall. Intorno a questa diga si intrecciano sparatorie, agguati notturni, assassinii. Uno dei fratelli McCall viene ucciso dagli avventurieri che hanno imbrogliato i coloni vendendo loro la terra senz'acqua; l'altro, innamoratosi di una ragazza della famiglia, vendica il fratello, poi ordina di abbattere la diga.

## Produzione
Il film, diretto da Lesley Selander su una sceneggiatura di John C. Champion e Blake Edwards e un soggetto di Edward Beverly Mann, fu prodotto dagli stessi Champion e Edwards tramite la Scott R. Dunlap Productions e girato in California, Il titolo di lavorazione fu Rainbow Ridge.

## Distribuzione
Il film fu distribuito negli Stati Uniti dal 1º maggio 1949
 al cinema dalla Allied Artists Pictures.
Altre distribuzioni:
- in Svezia il 10 marzo 1950 (Upplop i Arizona)
- in Austria l'11 aprile 1950 (Auf blutiger Fährte)
- in Germania Ovest il 12 gennaio 1951 (Panik in Arizona) (Weiße Banditen)
- in Giappone il 4 dicembre 1952 (Weiße Banditen)
- in Portogallo il 22 marzo 1954
- in Brasile (Debandada)
- in Spagna (Estampida)
- in Francia (Panique sauvage au far-west)
- in Grecia (Epelasis pros ton thanaton)
- in Italia (Duello infernale)
- in Portogallo ( (Weiße Banditen))

## Promozione
Le tagline sono:
- LAST OF AN UNTAMED BREED! Ruthless cattle baron... fighting to hold a range stronghold against the march of empire!
- FILMED in SEPIA TONE
- STAMPEDING THE WEST WITH FEAR AND FURY!... He gave no quarter and asked none!
- RAMPAGING SPECTACLE! Fear-lashed herds thundering to doom...as a power-mad range tyrant makes his last desperate stand!
- POWDER-SCORCHED SAGA OF THE GREAT RANGE WARS!...FILMED in SEPIA TONE
- Nobody ever drew twice on FIGHTING MIKE McCALL!
- Crimson saga of the last of the cattle kings!